# Orchester

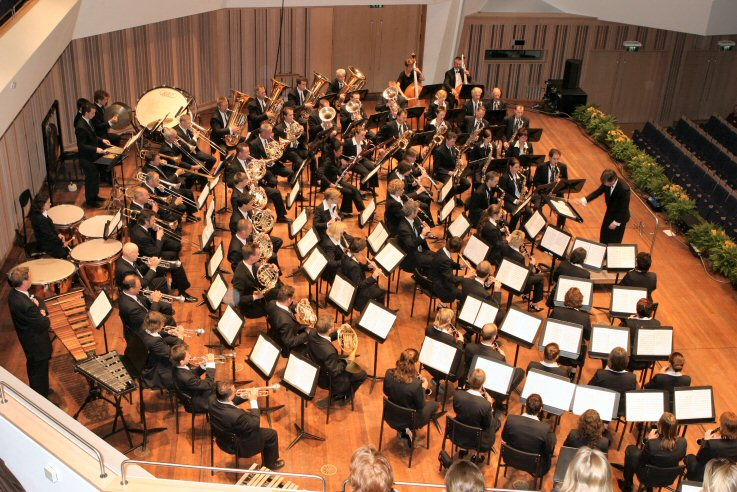
Blasorchester in Eindhoven

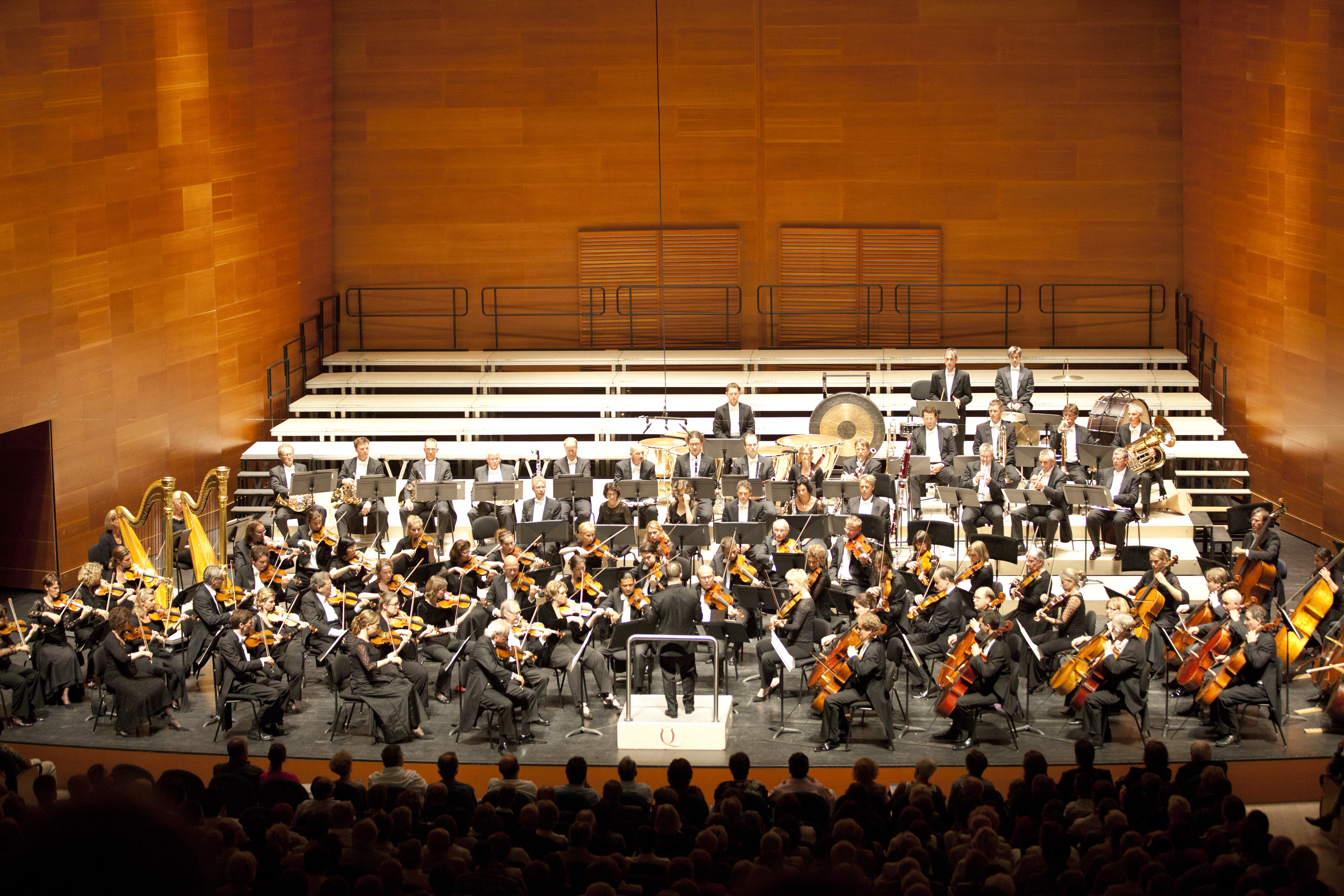
Philharmonisches Orchester Rotterdam

Ein Orchester (bundesdeutsches Hochdeutsch: [ɔɐ̯ˈkɛstɐ], österreichisches und Schweizer Hochdeutsch auch [ɔɐ̯ˈçɛstɐ]; altgriechisch ὀρχήστρα orchēstra ‚Tanzplatz‘, d. h. ein halbrunder Platz vor der Bühne eines griechischen Theaters, auf dem ein Chor tanzte) ist ein groß besetztes Instrumentalensemble, bei dem zumindest einzelne Stimmen mehrfach („chorisch“) besetzt sind. Im Bereich der klassischen Musik unterscheidet man das große Sinfonieorchester vom kleineren Kammerorchester. Daneben gibt es Orchester, die nur aus Musikinstrumenten einer bestimmten Gattung bestehen, z. B. Blasorchester, Streichorchester, Zupforchester und Akkordeonorchester. Jazz-Orchester und ähnliche Formationen der Tanz- und Unterhaltungsmusik werden meist als Big Band bezeichnet. Außerhalb der westlichen Musikkultur stehende große Ensembleformationen wie die verschiedenen Gamelan Indonesiens werden hier nicht behandelt.

## Sinfonieorchester

Sinfonieorchester: typische Aufstellung der Einzelstimmen, amerikanische Aufstellung

Das Sinfonieorchester (alternative Schreibweise: Symphonieorchester) bildete sich in der Mitte des 18. Jahrhunderts aus, unter anderem durch die Mannheimer Schule. Es ist heute der übliche Klangkörper zur Wiedergabe von Orchesterwerken.
Die Instrumente im Orchester werden zusammengefasst in:
- Streichinstrumente
- Holzbläser
- Blechbläser
- Pauken, Schlagwerk
- andere Instrumente (Klavier, Harfe, Celesta etc.)

Generell änderte sich die Zusammensetzung des Orchesters über die musikalischen Epochen stetig. So wuchs der Orchesterapparat vom Barockzeitalter (Concerto grosso) bis zur Spätromantik (Gustav Mahler) bzw. Moderne immer weiter an. Im Zuge der Abkehr von der Generalbasspraxis des Barock verschwanden das Cembalo und Instrumente wie Theorbe oder Blockflöte (Brandenburgische Konzerte). Der Naturtrompete sowie dem Naturhorn folgten ab der zweiten Hälfte des 19. Jahrhunderts die jeweiligen Ventilinstrumente. Die generelle Besetzung der Blech- und Holzbläser wurde bis zur Spätromantik stetig vielfach vergrößert und um neue Instrumente (wie Tuba oder Bassklarinette) erweitert. Waren in der Wiener Klassik noch zwei Hörner der Standard, verlangen die Werke von Richard Wagner oder Richard Strauss häufig sechs oder acht; auch doppeltes Holz genügte den Komponisten der Romantik oft nicht mehr. Um dieses vergrößerte Bläserkorpus auszugleichen, wurde auch der Streicherapparat deutlich aufgestockt. So verlangt beispielsweise Arnold Schönberg in seinen voluminös orchestrierten Gurre-Liedern alleine 80 Streicher, um der enormen Anzahl der Blechbläser (zehn Hörner, sieben Trompeten und sieben Posaunen) standzuhalten.
Ab dem späten 19., aber besonders im späteren 20. Jahrhundert wurden, mitunter auch im Zuge der Globalisierung, zahlreiche damals völlig neue Instrumente ethnischen Ursprungs entdeckt. Hierzu zählt auch eine immense Vielfalt an Perkussionsinstrumenten. Zudem wurden viele bereits bekannte Instrumente, wie das Saxophon oder die Klarinette, um neue Stimmlagenregister erweitert, die aber praktisch im Orchester eher selten eingesetzt wurden, nicht zuletzt wegen ihrer teilweise schon fast grotesk anmutenden äußerlichen Proportionen.
Vor allem nach dem Zweiten Weltkrieg gesellten sich noch weitere neuartige Instrumente zum Orchester, die zunächst eher aus den damals neu entstandenen Genres wie Rock und Pop bekannt waren, wie das Schlagzeug und nicht zuletzt zahlreiche elektronische Klangerzeuger wie der Synthesizer, der E-Bass sowie die E-Gitarre, die u. a. auch in einigen orchestralen Werken der seriellen und aleatorischen Musik dieser Zeit ihren Platz fanden.
Als weiteres Extrembeispiel des frühen 20. Jahrhunderts bis heute mit dem größten jemals genutzten Orchesterkorpus gilt Havergal Brians zwischen 1919 und 1927 komponierte 1. Symphonie (die sog. Gotische), die eine 200-köpfige Orchesterbesetzung sowie 500 Gesangsstimmen verlangt.
Nachfolgend eine Auflistung von Instrumenten eines möglichen spätromantischen oder modernen Orchesters, geordnet nach der Anordnung in der Partitur:
- Holzblasinstrumente:
  - Flöten mit Piccoloflöte (seltener auch Altflöte, selten Bassflöte, ganz selten Kontrabassflöte)
  - Oboen mit Englischhorn (seltener auch Oboe d’amore, sehr selten Bass-Oboe)
  - Klarinetten (heute fast alle in A oder B) mit Es-/D- und Bassklarinette, seltener auch Kontrabassklarinette oder Bassetthorn)
  - Fagotte mit Kontrafagott
- Blechblasinstrumente:
  - Hörner (heute üblich Doppelhörner in F/B, seltener auch Wagnertuben)
  - Trompeten (heutzutage häufig in B- oder C-Stimmung, seltener auch Piccolo- oder Basstrompete)
  - Tenorposaunen mit Bassposaune (seltener auch Altposaune, Kontrabassposaune oder Cimbasso)
  - Tuba (üblicherweise Basstuba, seltener Kontrabasstuba, wobei der Typus sehr selten explizit vorgeschrieben wird)
- Schlaginstrumente:
  - Pauken (üblicherweise 2–4 Pauken von einem Paukisten gespielt, aber auch zwei Paukisten sind teilweise gefordert)
  - Schlagwerk (zum Beispiel Trommeln, Becken, Triangel, Tamtam, Glockenspiel, Marimbaphon und andere Mallets)
- Harfe (häufig ein- oder zweifach besetzt, seltener auch mehr, üblicherweise Doppelpedalharfe)
- Streichinstrumente:
  - erste Violinen
  - zweite Violinen
  - Bratschen
  - Violoncelli
  - Kontrabässe
  - Viola d’amore (selten)

Hinzu kommen weitere Instrumente, die jedoch selten in deutschen Berufsorchestern fest besetzt sind. Dazu gehören:
- Tasteninstrumente wie Klavier, Cembalo, Orgel, Celesta, Tastenglockenspiel, Truhenorgel
- Glasharmonika
- moderne Weiterentwicklungen klassischer Orchesterinstrumente wie Saxophon, Heckelphon, Sousaphon, E-Violine und E-Cello oder seltener auch Kuriosa wie Blasinstrumente in extremen Lagen oder Instrumente wie das Tubax
- ursprüngliche Militärinstrumente wie das Flügelhorn, das Tenor- oder Baritonhorn, oder das Kornett
- Zupfinstrumente aus Folklore, Jazz oder Pop wie Mandoline, Gitarre (akustisch oder elektrisch), E-Bass, Balalaika, Banjo oder Zither
- Harmonikainstrumente aus der Folklore wie Akkordeon, Bandoneon und Mundharmonika, ferner die Maultrommel
- elektronische Instrumente wie Synthesizer oder Ondes Martenot
- Instrumente außereuropäischer Herkunft, wie die armenische Duduk, die chinesische Erhu, die japanische Shakuhachi und Trommeln (Taiko, Bongo, Conga, Dholak)
- Instrumente, die heute durch optimierte Nachfolgeinstrumente im Orchester weitgehend ersetzt wurden bzw. heute als obsolet gelten, jedoch vor allem in Kompositionen aus älterer Zeit verlangt werden, wie Instrumente der Gamben- und der Blockflötenfamilie, Ophikleide, Laute, Naturtrompeten oder Naturhorn.

Auch ein hinzugefügter Chor und/oder solistische Gesangsstimmen werden in einigen sinfonischen Kompositionen verlangt. Ähnlich dem Orchester selbst kann dieser jedoch in Form und Größe enorm variieren. Der Chor wird in der Regel nicht zu der Definition „Orchester“ gezählt und eher gesondert behandelt und genannt (beispielsweise spricht man überwiegend von einem Stück für Orchester und Chor). Für Weiteres siehe den Artikel Chor.
Seit dem späteren Barockzeitalter sind üblicherweise alle verlangten Instrumente akribisch ausnotiert. Ausgenommen von dieser Tradition sind lediglich die Streichinstrumente (zumindest in einem größeren Teil der Partituren), da die genaue Größe des Streicherapparats von Orchester zu Orchester variabel sein kann, aber immer an die restliche Instrumentation angepasst werden muss; dies trifft auch auf einen beteiligten Chor zu. Dazu fällt eine größere oder kleinere Ensemblegröße bei Streichern oder Sängern in der Regel weitaus weniger ins Gewicht als bei Bläsern oder Perkussionsinstrumenten. Einige Komponisten notieren dennoch auch Streicher und/oder Chor genau aus, so z. B. besonders in einigen Partituren ab der Romantik (etwa in Hector Berlioz’ Symphonie Fantastique oder Wagners Ring des Nibelungen). Auch für die Partituren in Filmmusikaufnahmesessions werden häufig die verlangten Streicher akribisch vorgegeben, zum Beispiel: 16/14/12/10/8 (von Violinen I zu Kontrabässen) oder auch 14/12/10/10/8. Notierte ungerade Streicherbesetzungen (z. B. 14/12/9/7/5) sind ungebräuchlich, da sich wie oben erwähnt die Streicher normalerweise jeweils paarweise ein Pult teilen. In Kammerorchestern hingegen ist dies eher üblich, um klangliche Ungleichgewichte zwischen den Streicherstimmen zu minimieren (z. B. 6/5/4/3/1). Aus Gründen der klanglichen Balance sind die Streicher gegenüber den Bläsern vielfach besetzt.
Die letztendliche Gesamtgröße des Orchesters kann sich wie oben bereits angedeutet sehr stark unterscheiden und von eher kammermusikartigen Ensembles (ca. 20 Spieler) hin zu sehr großen Besetzungen (100 oder mehr Spieler) reichen.

### Besetzung
Im Folgenden einige Beispiele, geordnet von klein zu groß. Die Gesamtanzahl der Spieler kann aus obengenannten Gründen nur ungefähr angegeben werden:
- 1.1.2.1 – 2.1.0.0, str: 1.1.1.1.1 (kammerorchesterartige Instrumentation – aus Wagners Siegfried-Idyll, 13 Spieler; später folgte eine zweite Fassung mit 35 Spielern)
- Reed I (Querflöte, Piccolo, Klarinette), Reed II (Querflöte, Oboe, Klarinette), Reed III (Englischhorn, Oboe), Reed IV (Fagott, Bassklarinette) – 2.2.2.0, 1 perc, git, 3 keyb, hp, str: 4.2.0.3.1 (Beispiel für ein typisches Musical-Orchester, 27 Spieler)
- 1.1.1.1 – 3.1.1.0, timp, 2 perc, str (kammerorchesterartige Instrumentation – aus Prokofjews Peter und der Wolf, ca. 40 Spieler)
- 2.2.0.2 – 2.0.0.0, timp, str (häufige Besetzung für die Epoche der Wiener Klassik, wie z. B. zahlreiche Haydn-Sinfonien, ca. 46 Spieler)
- 0.2.3.0 sop-, alt-, ten-sax – 0.3.2.1, timp, 2 perc, banjo, 2 pno, str („amerikanisierte“, eher ungewöhnliche Instrumentation – aus George Antheils Jazz Symphony, ca. 55 Spieler)
- 1.0.0.0 – 4.2.4.0, timp, pno, 2 perc, hp, str (Instrumentation aus Marco Beltramis Soundtrack zum Film Repo Men,[3] ca. 58 Spieler; bemerkenswert ist hier, dass das Holz nur mit einer einzigen Flöte besetzt ist, was nicht unüblich ist für moderne Filmmusik)
- 0.0.2(basset hn).2 – 0.2.3(alt, ten, bass).0, timp, str, basso continuo (Besetzung für Mozarts Requiem, ca. 30 Spieler + Chor und Gesangssolisten; besonders die Bläserbesetzung fällt auf)
- 2.2.2.2 – 4.2.3.1, timp, 3 perc, hp, str (häufige „Standardinstrumentation“ seit der Spätromantik, ca. 75 Spieler)
- 0.0.0.0 – 0.0.0.0, str: 12.12.14.42.8 (auch reine Streichorchester (ohne Bläser oder Perkussion) kommen häufig vor; diese Instrumentation stammt aus einem Stück aus dem Soundtrack von Hans Zimmer zu Batman Dark Knight, auffallend sind hier die extrem vielen Celli; 88 Spieler[4])
- 3.3.3.3 – 8.4.4.1, timp, 3 perc, hp, str („Standardinstrumentation“ der Spätromantik mit expandiertem Bläserapparat, ca. 90 Spieler)
- 4.4.4.3 – 8.4.4.1, 2 timp, 4 perc, 6 hp, str (Instrumentation aus Wagners Ring des Nibelungen, ca. 100 Spieler + Gesangsstimmen)
- 6.5.6.5 – 8.4.4.1, timp, 3 perc, 4 hp, cel, pno, harm, org, 2 mand, str – Fernorchester: 4 tpt, 3 tbn (sehr große Instrumentation – aus Mahlers 8. Sinfonie, ca. 135 Spieler + zahlreiche Chor-/Gesangsstimmen)
- 8.5.7.5 – 10.6.6.1, timp, 8 perc, 4 hp, cel, str – Fernorchester: btrp, bpos (extrem große Instrumentation – aus Schönbergs Gurre-Liedern, ca. 150 Spieler + zahlreiche Chor-/Gesangsstimmen)

### Sitzordnung
Die Instrumente sind auf dem Podium oder im Orchestergraben nach einer bestimmten Anordnung aufgestellt. Üblich ist heutzutage die sogenannte Amerikanische Aufstellung; einige Orchester spielen aber auch in der Deutschen Aufstellung, die bis zum Anfang des 20. Jahrhunderts üblich war und im Rahmen der historischen Aufführungspraxis auch heute noch genutzt wird. Die Staatskapelle Berlin spielt ihre Konzerte in einer gemischten Formation: die Bläser amerikanisch platziert, die Harfen je nach klanglicher Disposition links oder rechts, die Streicher hingegen immer in der traditionellen deutschen Aufstellung.

### Namenszusatz
„Sinfoniker“, „Kapelle“, „philharmonisches Orchester“ oder „Philharmoniker“ sind häufige Namensbestandteile von Sinfonieorchestern; sie bezeichnen keinen Unterschied in Besetzung oder Rolle eines Orchesters, können aber helfen, verschiedene Orchester einer Stadt zu unterscheiden (zum Beispiel die Staatskapelle Dresden von der Dresdner Philharmonie oder auch die Wiener Philharmoniker von den Wiener Symphonikern).

## Kammerorchester

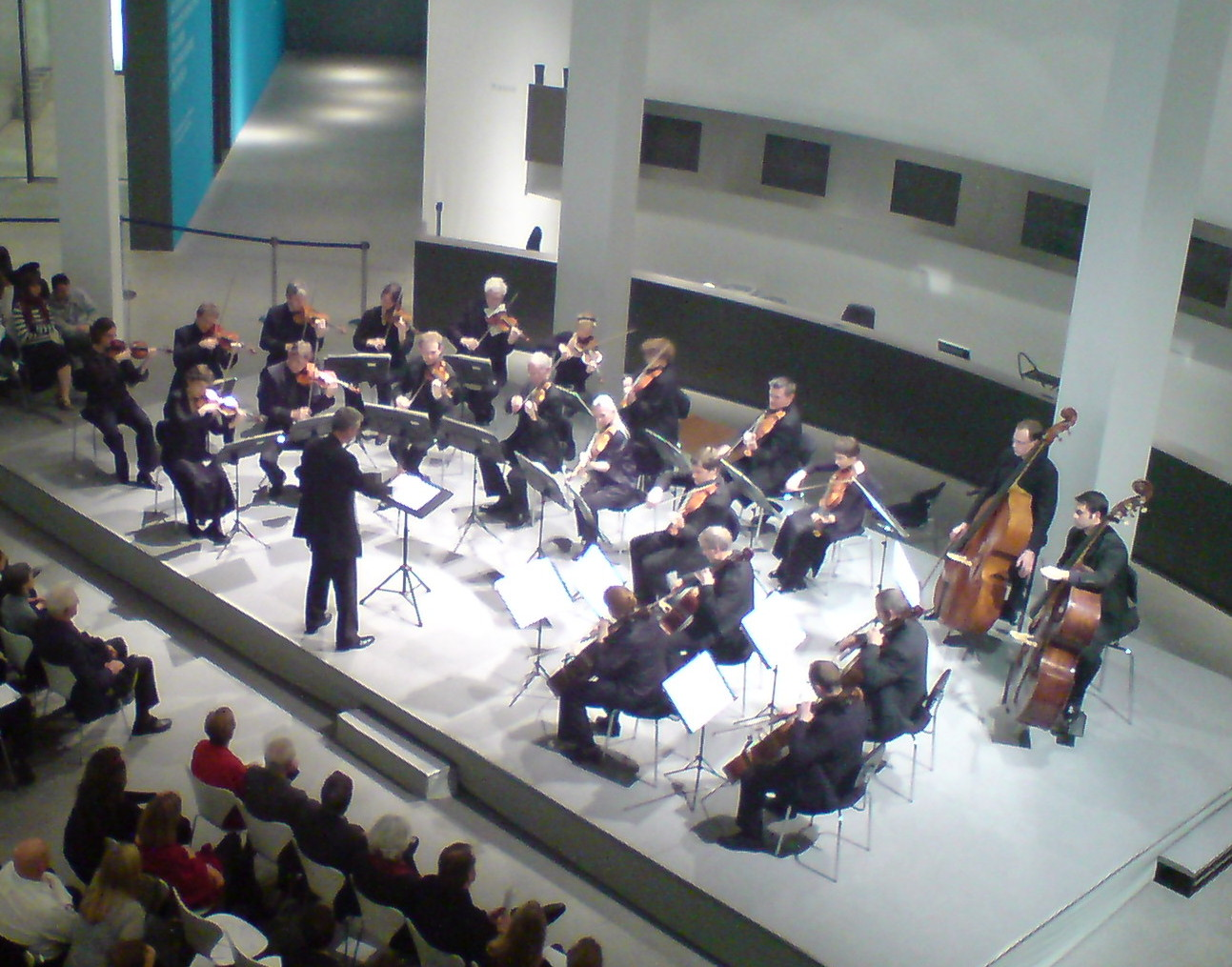
Das Münchener Kammerorchester bei einem Konzert in der Pinakothek der Moderne, München

Ein Kammerorchester ist deutlich kleiner als ein Sinfonieorchester, da die meisten Instrumentengruppen kleiner besetzt sind oder ganz wegfallen. Die Grenzen zum großbesetzten Ensemble sind fließend. Eine spezielle Form bildet das reine Streichorchester.
Die ersten Kammerorchester moderner Prägung entstanden in den 1920er Jahren, das früheste Beispiel sind die von Vladimir Golschmann verantworteten Concerts Golschmann, die von 1919 bis Mitte der 1920er Jahre in Paris veranstaltet wurden. Auslöser für die zahlreichen Gründungen in Europa (vereinzelt auch in den USA) war hauptsächlich eine Gegenbewegung zu den ausufernden Klangmassen der spätromantischen Musik und den dafür notwendigen riesigen Orchestern; auch die Wiederentdeckung „Alter“ Musik und die prekäre wirtschaftliche Situation, die den Unterhalt sehr großer Klangkörper erschwerte, spielten eine Rolle. Auch die Filmorchester (zur Begleitung von Stummfilmen) hatten meist Kammerorchestergröße.
Wegen des geringeren wirtschaftlichen Risikos war es möglich, mit einem Kammerorchester auch verstärkt zeitgenössische Musik zur Aufführung zu bringen. Mit einer vergleichsweise kleinen Anzahl an Musikern wurde dies zunächst im Umkreis Arnold Schönbergs und im organisatorischen Rahmen des Vereins für musikalische Privataufführungen realisiert, wo sowohl Originalwerke für „Kammerorchester“ als auch Bearbeitungen größer besetzter Werke (angefertigt u. a. durch Benno Sachs und Erwin Stein) gespielt wurden. Zu solistisch besetzten Streichern und wenigen solistischen Bläsern trat bei diesen Aufführungen grundsätzlich ein Tasteninstrument (Harmonium und/oder Klavier).
Eine ähnliche Zielsetzung vertrat der in der Jugendmusikbewegung sozialisierte Paul Sacher, der 1926 das Basler Kammerorchester gründete und aufgrund der schnellen Professionalisierung des Klangkörpers und der ungewöhnlich guten finanziellen Ausstattung der Trägerstruktur bald zahlreiche Kompositionsaufträge vergeben konnte. Bis zu seiner Auflösung 1987 spielte das Orchester regelmäßig Uraufführungen von Komponisten wie Béla Bartók, Arthur Honegger, Frank Martin, Igor Strawinsky, Bohuslav Martinů, Witold Lutosławski, Henri Dutilleux, Luciano Berio oder Elliott Carter. Einen hohen Anteil an Werken zeitgenössischer Komponisten wiesen auch das 1920 von Alexander Schaichet gegründete Kammerorchester Zürich, der Trigintuor in Lyon, das von Michael Taube gegründete Neue Kammerorchester in Berlin, das von Nicolas Slonimsky ins Leben gerufene Boston Chamber Orchestra sowie das Anfang der 1940er Jahre ebenfalls von Paul Sacher geschaffene Collegium Musicum Zürich auf. Vereinzelt standen auch Komponisten im direkten organisatorischen Kontext eines Kammerorchesters, etwa Manuel de Falla in Sevilla mit der Orquesta Bética de Cámara, Helmut Degen in Köln mit dem Kammerorchester für neue Musik oder Wolfgang Fortner mit dem Heidelberger Kammerorchester.
Die meisten Kammerorchestergründungen aus der Zeit vor 1939 überlebten die Kriegsjahre nicht, die Ausnahme bilden die von Sacher gegründeten und geleiteten Klangkörper in Basel und Zürich. 1942 wurde zudem durch Victor Desarzens das Orchestre de Chambre de Lausanne ins Leben gerufen. Nach 1945 erfolgten vor allem im deutschsprachigen Raum zahlreiche Neugründungen, von denen das Stuttgarter Kammerorchester unter Karl Münchinger, das Münchener Kammerorchester unter Hans Stadlmair, das Südwestdeutsche Kammerorchester Pforzheim  unter Friedrich Tilegant, das Württembergische Kammerorchester Heilbronn unter Jörg Faerber, das Kurpfälzische Kammerorchester unter Wolfgang Hofmann, die Camerata Academica des Mozarteums Salzburg unter Bernhard Paumgartner, das Zürcher Kammerorchester unter Edmond de Stoutz oder die Camerata Zürich unter Räto Tschupp besondere Aufmerksamkeit erhielten und sich auch durch Rundfunk- und Schallplattenproduktionen profilieren konnten. Zu dieser Gruppe gehört auch das bereits 1923 gegründete Kölner Kammerorchester, welches seit 1964 von Helmut Müller-Brühl geleitet wurde. In kleinerer Besetzung, stärker auf Streichorchesterliteratur ausgerichtet, wirkten Ensembles wie die Festival Strings Lucerne unter Rudolf Baumgartner, das Kammerorchester Tibor Varga oder das Orchestre de chambre Jean-François Paillard. Auch im Kontext von Rundfunkanstalten bildeten sich Kammerorchesterformationen aus, genannt sei etwa das Kammerorchester des Saarländischen Rundfunks unter Karl Ristenpart.
Außerhalb des deutschen Sprachraums gelangten in der Nachkriegszeit Formationen wie die Academy of St Martin in the Fields unter Neville Marriner, das English Chamber Orchestra (das bis 1985 ohne festen Dirigenten arbeitete) oder das Saint Paul Chamber Orchestra zu beträchtlicher Bedeutung.
Seit den 1950er Jahren entstanden Spezialistenensembles, die sich intensiv mit den besonderen Besetzungs-, Notations- und spieltechnischen Anforderungen der Avantgarde-Komponisten auseinandersetzen, die von einem klassischen Kammerorchester nur schwer zu bewältigen sind. Zudem ließ die wieder aufkommende Beschäftigung mit Alter Musik ab etwa den 1960er Jahren nach und nach Formationen entstehen, die in wechselnden Besetzungen, aber meist in Kammerorchesterstärke, und bisweilen auch ohne Dirigent auftreten. Hier ist besonders das 1962 in Köln gegründete und in den 1990er Jahren aufgelöste Collegium Aureum hervorzuheben. Dieses Ensemble trat ohne Dirigenten auf und spielte als erstes Kammerorchester ausschließlich auf historischen Originalinstrumenten. 
Letztlich bildete sich seit den 1980er Jahren eine „dritte Generation“ an Kammerorchestern heraus, die oft aus Hochschulabsolventen-Orchestern oder Jugendorchestern hervorgingen, etwa die Deutsche Kammerphilharmonie Bremen, das Mahler Chamber Orchestra, das Chamber Orchestra of Europe oder das Kammerorchester Basel.
Bereits in den 1970er Jahren hatte sich das Orpheus Chamber Orchestra formiert, welches das Prinzip des Musizierens ohne Dirigent bis zum heutigen Tage konsequent befolgt.

## Filmorchester
Filmorchester entstanden während der Stummfilmzeit, um während der Kinovorführungen die Handlung zu untermalen und das Geräusch des Filmprojektors zu übertönen. Aufgeführt wurden sowohl Originalkompositionen als auch Potpourris aus bekannten Stücken. In Deutschland waren 1929 über 6000 Musiker in solchen Kinoorchestern tätig.
Mit der Einführung des Tonfilms 1930 wurden Kinoorchester überflüssig. Studios in Hollywood bauten sich eigene Filmorchester auf, um Filmmusik einzuspielen. Da viele der engagierten Filmkomponisten von der europäischen spätromantischen Musik beeinflusst waren, hatten diese Orchester oft umfangreiche Sinfoniebesetzung. Ihre Bedeutung ging erst in den 1970er Jahren zurück, als die Pop-Musik zunehmend Eingang in die Soundtracks von Filmen fand.
In Deutschland existiert mit dem Deutschen Filmorchester Babelsberg, das aus den Orchestern der UFA und DEFA hervorging, derzeit nur ein einziges professionelles Filmorchester.

## Leitung
Heutzutage werden die Musiker normalerweise von einem Dirigenten geleitet, während in der Anfangszeit dem ersten Geiger (Konzertmeister) oder dem Generalbass spielenden Cembalisten diese Rolle zukam. Auch einige moderne Orchester kommen ohne einen Dirigenten aus, besonders kleinere Orchester, die sich auf die historische Aufführungspraxis von Alter Musik spezialisiert haben.
Als erster moderner Dirigent gilt der Komponist und Kapellmeister Carl Maria von Weber (1786–1826), der anfangs mit einer Notenrolle, später mit einem Taktstock das Orchester leitete.

## Hierarchie
Der 1. Konzertmeister ist in musikalischer Hinsicht primus inter pares. Er interagiert während der Proben und Vorstellungen sowohl mit den Stimmführern der anderen Streichergruppen als auch den Solobläsern, der Solopauke und der Soloharfe.
Die übrigen Instrumentengruppen werden von Stimmführern (in Blasorchestern auch Registerführer genannt) geleitet, die in der Regel (wie auch der Konzertmeister) einen Stellvertreter haben, mit dem sie sich das erste Pult teilen. Bei den Bläsern ist derjenige, der die 1. Stimme spielt, der Stimmführer der jeweiligen Instrumente. Werden Holz- und Blechbläser zusammengefasst, gelten die 1. Oboe und die 1. Trompete als Stimmführer. Beim Schlagwerk steht der Paukist der Instrumentengruppe vor.
Daneben gibt es bei den Streichern noch sogenannte Vorspieler, die sich in der Hierarchie zwischen den Konzertmeistern bzw. Stimmführern und den Tuttispielern befinden.
Orchester sind die einzigen Organisationseinheiten in der deutschen Arbeitswelt, bei denen möglichst die Gesamtheit der Kollegen über die Aufnahme und Anstellung neuer Mitglieder demokratisch entscheidet. Da sich um eine freie Stelle mitunter bis zu 300 Musiker bewerben, ist ein umfangreiches Auswahlverfahren notwendig, um die Qualität des Ensembles weiterhin zu bewahren. Zu diesem Zweck werden Probespiele abgehalten, bei denen nacheinander alle Bewerber die Beherrschung ihrer Instrumente in mehreren Runden beweisen müssen. Am Ende jeder Runde wird geheim abgestimmt, welche Kandidaten in die nächste Runde kommen. Am Ende dieses Wettbewerbs wird das neue Mitglied mit einer qualifizierten Mehrheit vom Orchester engagiert. Zum Teil finden diese Probespiele anonym statt, so dass die anwesenden Orchestermitglieder nicht sehen, wer hinter einem blickdichten Vorhang spielt. Dadurch soll erreicht werden, dass ausschließlich musikalische Aspekte in die Entscheidung einfließen, nicht jedoch Dinge wie Geschlecht, Alter oder ethnische Herkunft. Nach dem gewonnenen Probespiel beginnt für das neue Mitglied eine meistens einjährige Probezeit, die verlängert werden kann. In dieser Zeit werden die tatsächliche Eignung für den Orchesterdienst sowie die menschlichen Qualitäten wiederum von möglichst allen Kollegen beurteilt. Am Ende dieser Frist entscheidet wiederum das gesamte Kollegium über den Kandidaten. Erst, wenn diese Abstimmung positiv ausfällt, wird der neue Musiker in das Orchester aufgenommen. Entscheidungen über die Besetzung einer Orchesterstelle sind gelegentlich Anlass für Streitigkeiten zwischen den Mitgliedern des Ensembles und dem Chefdirigenten. Bekanntestes Beispiel ist der Streit zwischen den Berliner Philharmonikern und ihrem Dirigenten Herbert von Karajan um die Klarinettistin Sabine Meyer im Jahr 1983.
Der zukünftige Chefdirigent wird von manchen Orchestern selbst vorgeschlagen. Auch die Berliner Philharmoniker haben diese Tradition, so dass die Mitglieder des Orchesters jeden beliebigen lebenden Dirigenten auf der Welt vorschlagen und ihn wählen können, ohne dass dieser zuvor gefragt wurde oder seine Bereitschaft erklärt hätte. Es wird ganz einfach davon ausgegangen, dass der Gewählte die Wahl auch annimmt.

## Probenbetrieb
Überwiegend finden Orchesterproben in voller Besetzung statt (Tuttiprobe). In seltenen Fällen gibt es jedoch zunächst separate Proben einzelner Instrumentengruppen (Registerproben). Diese werden von den jeweiligen Solostreichern oder Solobläsern angesetzt und geführt. Teilproben in größerer Besetzung wie Proben der gesamten Streicher oder aller Bläser werden vom jeweiligen Dirigenten oder seinem Assistenten abgehalten. All dies soll dazu führen, dass bei extremen instrumentalen Anforderungen oder neu einzustudierenden Werken auch jene Stimmgruppen mit besonders schwierigem Part diesen weitestgehend beherrschen, um den weiteren Probenprozess nicht wegen permanenter spieltechnischer Herausforderungen stocken zu lassen.

## Öffentlich finanzierte Orchester in Deutschland

### Geschichte
Das älteste ununterbrochen bestehende deutsche Orchester ist das Orchester des Staatstheaters Kassel, gegründet im Jahr 1502.
Bis Anfang der 1930er Jahre war die Tätigkeit eines deutschen Orchestermusikers hinsichtlich der Ausbildung und der existenziellen Absicherung uneinheitlich geregelt. Einige Musiker kamen von der Stadtpfeiferei, andere hatten eine Musikschule, einige auch eine Musikhochschule besucht. Die existentielle Absicherung wurde 1938 mit dem jetzt eingeführten Tarifvertrag geregelt. Der Begriff des Kulturorchesters wurde mit diesem Tarifvertrag zu einem kulturpolitischen Terminus. Der Begriff, die Struktur und die beabsichtigte künstlerische Ausrichtung dieses öffentlich finanzierten Klangkörpers wurde von dem damaligen Präsidenten der Reichsmusikkammer, Peter Raabe, geprägt. Eng verknüpft mit diesem Begriff war die strikte Trennung des Musiklebens in einen Bereich der „ernsten Konzertunternehmungen“ (Peter Raabe 1928) und einen Bereich der sonstigen europäischen und außereuropäischen Konzertveranstaltungen. Die angebliche Ernsthaftigkeit der klassischen (deutschen) Musik wurde als Begründung für deren Förderungswürdigkeit angegeben, denn Raabe nahm seine „Rolle als Vermittler und Verteidiger des deutschen Kulturguts sehr ernst.“ Diese von Raabe durchgesetzte Auffassung vom besonderen Wert der „ernsten Musik“ spiegelte sich auch im musikalischen Urheberrecht wider, das ebenfalls von dem Präsidenten der Reichsmusikkammer zentral verantwortet wurde. Deshalb entsprach es beispielsweise diesem Kulturbegriff, die Verpflichtung eines Jazzorchesters bei einer kommunalen Einrichtung zu verhindern, denn Raabe wollte mit dem Begriff des Kulturorchesters einen Gegenbegriff zur „Unkultur“ des Jazz schaffen.
Wiewohl gelegentlich Big Bands im Rahmen von pädagogischen Einrichtungen gegründet wurden, gibt es in Deutschland bis heute eine kulturpolitische Bevorzugung von Streichern gegenüber den Jazzsaxophonisten, unabhängig von der jeweiligen künstlerischen Qualifikation. Auch die Beibehaltung des NS-Begriffs Kulturorchester bis zur heutigen Zeit muss als höchst unglücklich bezeichnet werden. Raabes Philosophie, der sinfonischen Musik müsse bei der Förderung des kommunalen Musiklebens eine Priorität eingeräumt werden, ist bis heute nicht nennenswert infrage gestellt worden. Die Orchester wurden in Deutschland in tariflicher Hinsicht nach einem hierarchischen Prinzip unterschiedlich gewertet, die auch die Größe des Klangkörpers beinhaltete. Zunächst gab es die drei Einstufungsgruppen A-, B- und C-Orchester. Später wurden sieben verschiedene Tarifgruppen unterschieden.

### Aktuelle Situation
Die 129 öffentlich geförderten Berufsorchester in Deutschland mit gegenwärtig 9780 Planstellen gliedert sich in vier Gruppen:
- 81 Theaterorchester bzw. Konzertorchester mit Theaterdiensten, die überwiegend die Sparten Oper, Operette, Musical der Stadt- und Staatstheater bedienen. Das Spektrum reicht von den großen, international renommierten Opernhäusern in Berlin, Hamburg, Dresden, Frankfurt, Stuttgart oder München bis hin zu den kleinen Bühnen in Lüneburg, Annaberg, Coburg oder Hildesheim.
- 29 Konzertorchester, die ausschließlich oder überwiegend im Konzertsaal arbeiten oder mit einer eigenständigen Konzerttradition auch im Opernhaus tätig sind. Einige gehören zu den führenden Ensembles weltweit. Ein renommiertes Expertenpanel wählte folgende deutsche Orchester in die Internationalen Top Ten: die Berliner Philharmoniker, das Gewandhausorchester Leipzig, die Staatskapelle Berlin und die Sächsische Staatskapelle Dresden.
- 11 Rundfunk- bzw. Radiosinfonieorchester sowie vier Bigbands der ARD-Anstalten und der Rundfunkorchester und -Chöre GmbH (Berlin), die ebenfalls Konzertorchester sind und einen Schwerpunkt in Musikaufnahmen haben. Sie pflegen besonders die zeitgenössische Musik in Deutschland mit zahlreichen Auftragskompositionen und Uraufführungen. Ensembles wie die Symphonieorchester des Bayerischen, Norddeutschen oder Westdeutschen Rundfunks genießen hohes internationales Ansehen.[24]
- 8 Kammerorchester, die mit öffentlichen Mitteln finanziert werden und die in der Regel ohne eigene Bläserbesetzung als reine Streichorchester ganzjährig arbeiten, wie z. B. das Stuttgarter Kammerorchester, das Württembergische Kammerorchester Heilbronn oder das Münchener Kammerorchester.

Kleine Sinfonieorchester gibt es schon in einer Besetzung ab ca. 30 Mitgliedern, wobei teilweise einige Bläser nur einfach besetzt sind. Mittlere bis große Orchester haben in der Regel zwischen 66 und über 100 Mitglieder. Das größte deutsche Orchester ist das Gewandhausorchester Leipzig mit 185 Planstellen; es spielt allerdings auch in drei Formationen: als Konzertorchester im Leipziger Gewandhaus, als Opernorchester in der Oper Leipzig und als Kantatenorchester in der Leipziger Thomaskirche, der langjährigen Wirkungsstätte von Johann Sebastian Bach. Das mit derzeit 159 Planstellen zweitgrößte Orchester ist die Sächsische Staatskapelle Dresden. Die Anzahl der Planstellen ist nicht zwangsläufig identisch mit der Anzahl der dort beschäftigten Musiker, denn durch die Einrichtung von halben Stellen wurde das ursprüngliche Konzept erweitert. Viele Kulturorchester verpflichten zur Erweiterung ihrer Besetzung Mitglieder anderer Kulturorchester, welche in ihren jeweiligen Nachbarstädten dann jeweils nebenberuflich tätig sind.
Die Deutsche Orchestervereinigung e. V. (DOV) ist eine einflussreiche kulturpolitische Institution, die schwerpunktmäßig als bundesweite Interessenvertretung der Kulturorchestermusiker tätig ist. Außerdem setzt sich die DOV dafür ein, die finanziellen Bedingungen für die Nebenbeschäftigung von Kulturorchestermusikern als Lehrbeauftragte an Musikhochschulen zu verbessern.

## Amateurorchester
- Bundesjugendorchester, das nationale Jugendorchester der Bundesrepublik Deutschland
- Jugendsinfonieorchester
- Orchestre Symphonique Kimbanguiste, Orchester in der Demokratischen Republik Kongo
- West-Eastern Divan Orchestra